# Eduard Camps i Cava

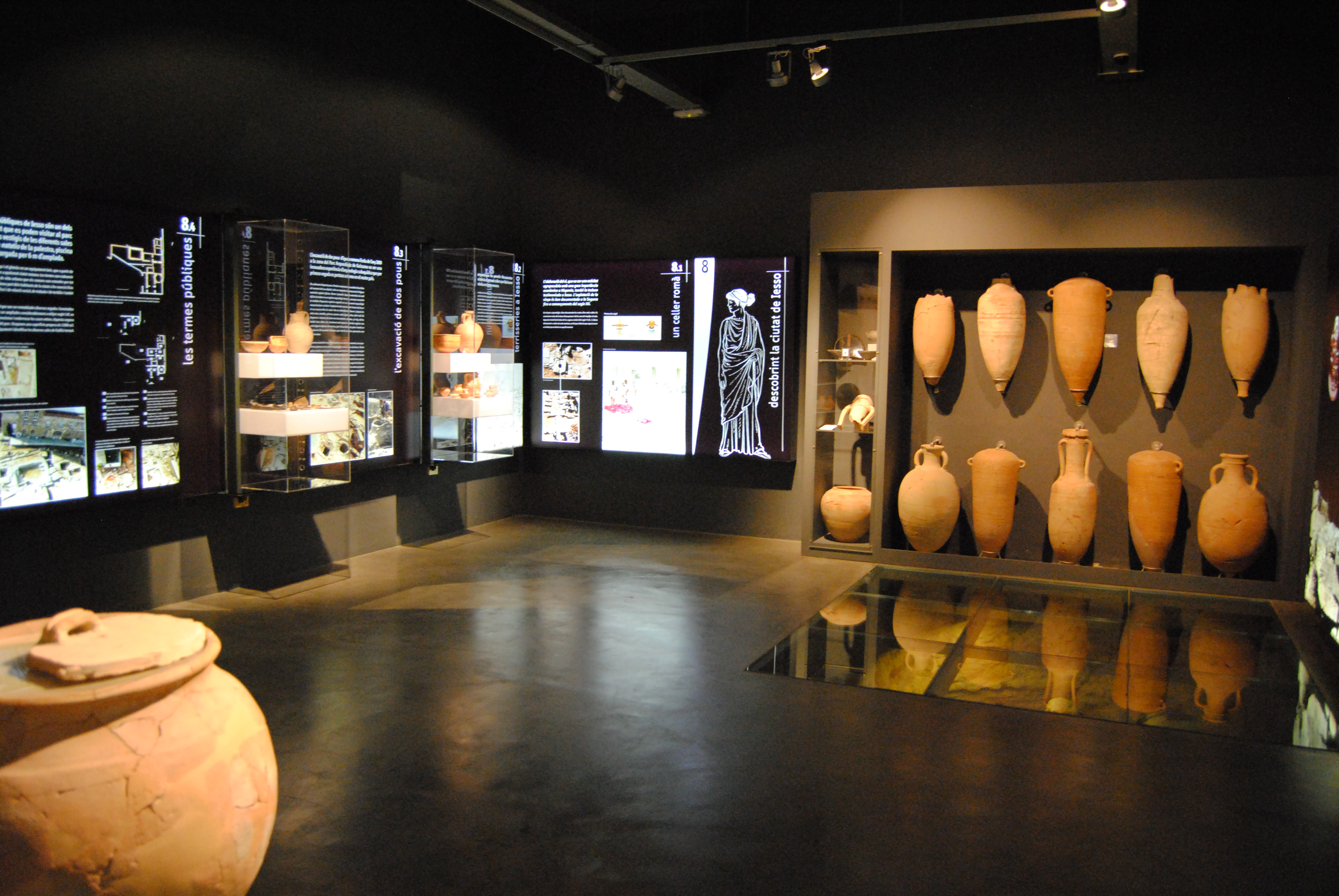
Imatge del Museu de Guissona Eduard Camps

Eduard Camps i Cava (Guissona, 27 de novembre de 1878 - 9 de maig de 1954) va ser un metge i arqueòleg català que va exercir a Guissona i els pobles propers.

## Biografia
Eduard Camps i Cava era membre d'una família de metges per part de pare i de notaris per part de mare. La nissaga de metges Camps a Guissona va començar amb el seu avi, Ramon Camps i Vila (Sallent, 1794-Guissona, 1875), quan l'any 1829, en acabar la carrera de Medicina a la Universitat de Cervera, va arribar a Guissona amb la seva esposa Ana Maria Pararols, nascuda a Olot i establerta a Guissona, per exercir de metge. En segones núpcies va contraure matrimoni amb Antonia Cava i Vidal (Guissona). A la seva mort el va succeir el seu fill Josep Camps i Pararols (Guissona, 1840-1922), que va compaginar l'exercici de la medicina amb la música i l'escultura, així com amb la vida pública, ja que va ser alcalde, regidor i jutge de pau de la vila. Va compondre la música dels Pastorets que es representen a Guissona, portats d'Olot pel seu pare. En el camp de l'escultura destaca la imatge de la Fe a la façana modernista del Centre Catòlic. Josep Camps i Pararols es va casar amb Dolors Cava i Miralbell (Guissona, 1848-1891) i en segones núpcies amb Manuelina Cava i Miralbell (Guissona 1853-1901).
Eduard Camps i Cava es va casar amb M. Teresa Carulla Civit (Tàrrega 1884-Guissona 1952) i va tenir sis fills: Dolors (Guissona 1912-1913), Josep (Guissona 1914-Barcelona 2008), Ramon (Guissona 1915-1944), Dolors (Guissona 1916-1918), M. Teresa (Guissona 1919-Barcelona 1968) i Josefina (Guissona 1921-Sabadell 1998).
Va morir pels efectes nocius dels primers aparells de raigs X que li van provocar un càncer a les mans i el tòrax.

## Trajectòria

### Medicina
Es va llicenciar en Medicina a la Universitat de Barcelona el 1902. Va formar part d'una promoció que rep el nom de La Xeringa, amb companys que van destacar en l'àmbit polític, social, cultural i artístic.
La seva bona pràctica mèdica i el seu caràcter afable i bondadós van fer que fos apreciat pel poble, fins al punt que durant la Guerra Civil quan el van anar a buscar per matar-lo tothom va sortir a defensar-lo i protegir-lo i no se'l van emportar.

### Arqueologia
Interessat des de molt jovenet per l'arqueologia i la història, a principis dels anys 1900, un cop acabada la carrera de Medicina i Cirurgia, va començar a recollir pedallassos per la zona després de trobar, per casualitat, un coll d'àmfora que sobresortia al camí. El 1914 va entrar en contacte amb l'Institut d'Estudis Catalans, enviant-hi una Memòria de les troballes fetes a la zona des de l'any 1903 fins al 1913. L'Institut se'n va fer ressò i va publicar a l'Anuari de 1914 un article de l'arqueòleg Pere Bosch i Gimpera, en el que explica la troballa d'una sepultura paleocristiana amb diversos esquelets i vasos, i un altre sobre la col·lecció particular d'Eduard Camps i Cava. Una de les troballes més importants que va realitzar va ser la del que és considerat el primer rellotge de sol de Catalunya. Gràcies a la seva mediació, l'any 1932 l'arqueòleg Joan Colomines i el seu equip van dur a terme unes excavacions a la zona anomenada el Vall Pla, on s'hi va trobar un poblat de l'Edat del Ferro. Les excavacions no es van reprendre fins a l'any 1975, quan un equip d'arqueòlegs de la Universitat Autònoma de Barcelona, sota la direcció dels professors Josep Guitart i Joaquim Pera, va treure a la llum restes de la ciutat romana de Iesso, del segle I aC.
L'any 1952 va entregar la seva col·lecció de restes arqueològiques a la vila, per crear un petit museu Arqueològic. Actualment el Museu de Guissona i el Parc Arqueològic són un punt de referència pels estudiosos del món romà i, gràcies a un conveni amb la Universitat Autònoma de Barcelona, cada estiu acull a un grup d'estudiants d'Arqueologia per prosseguir les excavacions i els estudis.

### Filologia
El doctor Eduard Camps i Cava també va ser col·laborador de la secció de Filologia de l'Institut d'Estudis Catalans, aportant les variants lingüístiques de la zona per a fer el Diccionari General de la Llengua Catalana.

### Escriptor
Va cultivar la poesia i el teatre des de la seva joventut. Com a metge va deixar escrites dues Memòries Sanitàries de Guissona de 1929 i una altra de 1940-1945. Com a historiador va deixar inèdites unes Notes històriques de Guissona, que va anar escrivint al llarg de tota la seva vida i, finalment, van ser publicades l'any 1982 per Joan Santaeulària, que hi va afegir un apèndix propi, amb el títol de Guissona.